# میری یو
میری یو (به ژاپنی: ゆう みり،Yū Miri، کره‌ای: 유미리؛ زادهٔ ۲۲ ژوئن ۱۹۶۸) نمایشنامه‌نویس، رمان‌نویس و مقاله‌نویس و از کره‌ای‌های ژاپن است. یو به ژاپنی، زبان مادری‌اش می‌نویسد، اما شهروند کره جنوبی است.

## اوایل زندگی
یو در تسوچیورا، استان ایباراکی به دنیا آمد و در یوکوهاما، استان کاناگاوا به عنوان یکی از چهار فرزندی که از والدین کره‌ای متولد شدند، بزرگ شد. پدرش که پسری از مهاجران کره‌ای بود، در یک قمارخانه پاچینکو کار می‌کرد. مادرش، پناهنده‌ای از جنگ کره که از کره جنوبی به ژاپن گریخت، به عنوان مهماندار در یک بار کار می‌کرد.
پدر یو اغلب بدرفتاری می‌کرد و در نهایت والدینش زمانی که یو کودک بود طلاق گرفتند. قربانی مکرر قلدری در مدرسه بود و پس از چندین بار اقدام به خودکشی، پس از خواندن آثار ادبی ادگار آلن پو، فیودور داستایوفسکی، ویلیام فاکنر و ترومن کاپوتی به ادبیات پناه برد.

## پیشه ادبی
پس از ترک تحصیل در دبیرستان یوکوهاما کیوریتسو گاکوئن، به گروه تئاتر برادران بچه توکیو (東京キッドブラザース) پیوست و به عنوان بازیگر و دستیار کارگردان مشغول به کار شد. در سال ۱۹۸۶، او گروهی به نام سیشون گوگتسوتو (青春五月党) تشکیل داد و اولین نمایشنامه از چندین نمایشنامه نوشته شده توسط او در سال ۱۹۹۱ منتشر شد.
در اوایل دهه ۱۹۹۰، یو به نوشتن رمان روی آورد. رمان‌های او شامل فورو هاوسو (フルハウス، «فول هاوس»، ۱۹۹۶) است که برنده جایزه ادبی نوما برای بهترین اثر نویسنده جدید شد. کازوکو شینما (家族シネマ، «سینمای خانوادگی»، ۱۹۹۷)، که برنده جایزه معتبر آکوتاگاوا شد. گورودو راشو (ゴールドラッシュ، «گلد راش» ۱۹۹۸)، که در سال ۲۰۰۲ به انگلیسی ترجمه شد. و Hachi-gatsu no Hate (8月の果て، «پایان اوت»، ۲۰۰۴). او دوازده کتاب مقاله و خاطرات منتشر کرده است و سردبیر و همکار فصلنامه ادبی «ان تاکسی» بوده است. خاطرات پرفروش او Inochi (命، «زندگی») با همین عنوان به یک فیلم تبدیل شد.
اولین رمان یو، اثری نیمه اتوبیوگرافیک با عنوان ایشی نی اویوگو ساکانا (石に泳ぐ魚، «ماهی در حال شنا در سنگ») که در شماره سپتامبر ۱۹۹۴ مجله ادبی ''شینچو'' منتشر شد، کانون بحث‌های حقوقی و اخلاقی شد. مدل یکی از شخصیت‌های اصلی رمان — و شخصی که به‌طور غیرمستقیم از او یاد می‌شود — به تصویر او در داستان اعتراض کرد. انتشار این رمان در قالب کتاب با حکم دادگاه متوقف شد و برخی از کتابخانه‌ها دسترسی به نسخه مجله را محدود کردند. پس از یک مبارزه حقوقی طولانی مدت و بحث گسترده در مورد حقوق نویسندگان، خوانندگان و ناشران در مقابل حقوق افراد برای حفظ حریم خصوصی، نسخه اصلاح شده‌ای از رمان در سال ۲۰۰۲ منتشر شد.
پس از زلزله و سونامی توهوکو در سال ۲۰۱۱، یو شروع به سفرهای مکرر به مناطق آسیب دیده کرد و از ۱۶ مارس ۲۰۱۲، میزبان یک برنامه رادیویی هفتگی به نام (Yu Miri no Futari to Hitori) در یک ایستگاه پخش موقت اضطراری به نام مینامیسوما هیبری اف‌ام، مستقر در مینامیسوما، فوکوشیما، پس از زلزله و سونامی توهوکو در سال ۲۰۱۱ شد.
رمان «ایستگاه اوئنو توکیو» در سال ۲۰۱۴ درگیر شدن او با حافظه تاریخی و حواشی را با ترکیب مضامین کارگری مهاجر از شمال شرقی ژاپن و کار او در سایت‌های ساخت و ساز المپیک در توکیو و همچنین فاجعه ۱۱ مارس ۲۰۱۱ منعکس می‌کند. در نوامبر ۲۰۲۰، توکیو اوئنو استیشن جایزه کتاب ملی ادبیات ترجمه شده را برای ترجمه مترجم مورگان گیلز دریافت کرد.
در سال ۲۰۲۱، او در حال کار بر روی رمانی در مورد کارگران مهاجر با عنوان ایستگاه یونوموری بود که از ایستگاهی در خط جوبان نام گرفته بود.
آخرین رمان او، پایان آگوست، در مورد یک خانواده کره‌ای چند نسلی است که در طول اشغال ژاپن در دهه ۱۹۳۰ زندگی می‌کنند، در سال ۲۰۲۳ منتشر شد.

## زندگی شخصی
یو به دلیل پیشینه قومی خود با واکنش نژادپرستانه نسبت به کار خود مواجه شده است و برخی از رویدادها در کتابفروشی‌ها به دلیل تهدید به بمب‌گذاری لغو شده است.
در سال ۱۹۹۹ از مردی متأهل باردار شد و به یک معشوقه سابق مبتلا به سرطان پناه برد. او در دوران بارداری از او مراقبت کرد و اندکی پس از تولد فرزندش در سال ۲۰۰۰ درگذشت. این رویدادها اساس خاطرات او اینوچی (رمان و فیلم) را تشکیل می‌دهند. از آوریل ۲۰۱۵، یو در مینامیسو، فوکوشیما زندگی می‌کند. در سال ۲۰۱۸، او یک کتابفروشی به نام فول هاوس و یک فضای تئاتر به ناملاماما اوداکا در خانه خود در منطقه اوداکا افتتاح کرد. در سال ۲۰۲۰، او در کلیسای کاتولیک هاراماچی در مینامیسو غسل تعمید گرفت و نام ترسا بندیکتا، نام مذهبی ادیت استاین، الهی دان آلمانی به او داده شد.
او یک مادر مجرد است و یک پسر دارد.

## آثار منتشرشده به زبان انگلیسی
- Gold Rush, Welcome Rain. (2002). شابک ‎۱−۵۶۶۴۹−۲۸۳−۱. Translated by Stephen Snyder.
- "Specimens of Families" in Zainichi Literature: Japanese Writings by Ethnic Koreans edited by John Lie. (2018). شابک ‎۱−۵۵۷۲۹−۱۸۰−۲ISBN 1-55729-180-2. Translated by Abbie (Miyabi) Yamamoto.
- Tokyo Ueno Station, Tilted Axis. (2019). شابک ‎۱۹۱۱۲۸۴۱۶۹ISBN 1911284169. Translated by Morgan Giles.
- The End of August, Riverhead Books. (اوت ۲۰۲۳). شابک ‎۹۷۸−۰۵۹۳۵۴۲۶۶۸ISBN 978-0593542668. Translated by Morgan Giles.